# Sigala
Bruce Fielder (Norwich, Inglaterra; 1 de noviembre de 1992), conocido por su nombre artístico Sigala, es un DJ, remezclador y productor discográfico británico, cuyo sencillo debut «Easy Love» lanzó su carrera a nivel internacional en 2015, cuando ingresó entre las diez principales posiciones en la mayoría de las listas de éxitos musicales europeas y oceánicas. Posteriormente, entre 2015-16 publicó otros tres sencillos —«Sweet Lovin'», «Say You Do» y «Give Me Your Love»— que tuvieron una gran popularidad en la patria del músico, situándose entre los 10 primeros puesto en el listado de sencillos británica y se vendieron exitosamente, generando a Sigala varias certificaciones de plata y oro de la BPI.

## Biografía

### Infancia y comienzos de su carrera
Bruce Fielder  nació el 1 de noviembre de 1992  en la ciudad de Norwich, al este de Inglaterra en Reino Unido, donde se crio. De niño, Sigala mostró un gran interés por la música y la composición  y con ocho años, comenzó a tocar el piano. En su adolescencia aumentó su aprecio por la música e integró varias bandas de jazz y rock como un tecladista, al tiempo que cursaba estudios básicos en el colegio secundario Reepham, y era un gran entusiasta de Pearl Jam, cuyo álbum Ten describe como uno de sus discos favoritos de todos los tiempos. Entre los dieciséis y diecisiete años, empezó a realizar sus primeras producciones musicales, época en la que asistía al instituto City College Norwich y, luego a principio de la década de 2010 se trasladó a la ciudad de Londres y estudió en la Universidad de Westminster, donde recibió honores de primera clase del grado en Música Comercial.
Después de graduarse en la universidad, Sigala empezó a trabajar como compositor para varios artistas, incluyendo Ella Eyre, para quien coescribió y produjo el sencillo «Good Times», que tuvo una gran popularidad en Reino Unido, donde ingresó entre las 40 primeras posiciones en la lista de éxitos musicales. En esa misma época, Sigala montó su propio estudio de grabación en Tileyard Studios en el área de King's Cross en la capital británica, y firmó un contrato con el sello Ministry of Sound y Columbia, una filial de Sony Music.

### Ascenso a la fama
Después de dos años de haber comenzado su trabajo como compositor, Sigala empezó a sentirse abrumado de escribir canciones para otros músicos y así, a mediados de 2015, compuso una canción para sí mismo titulada «Easy Love», basada en la canción de éxitos «ABC» de los años 70 de los Jackson 5, que publicó a inicios de septiembre de 2015 a través del sello Columbia, y alcanzó el puesto 1 en el listado de sencillos británica. La canción se vendió exitosamente en Reino Unido y rebasó los seiscientos mil ejemplares que le valieron el certificado de platino de la British Phonographic Industry (BPI). «Easy Love» también tuvo popularidad en varios países europeos como Alemania, Austria, Irlanda, Países Bajos, Suecia y Suiza, en los que ingresó en los diez primeros puestos de sus listas musicales, y en Oceanía, alcanzó gran notoriedad en Australia, donde se situó en la número 14 de su lista de sencillos  y recibió el premio de platino de ARIA, por su éxito comercial.
Luego, en diciembre, Sigala estrenó «Sweet Lovin'», que cuenta con la participación vocal de Bryn Christopher, y tuvo una respuesta positiva de la crítica, como Lewis Corner, periodista de Digital Spy, quien comentó que es una canción de tropical house con un «estribillo eufórico» y con «voces conmovedoras». El sencillo también gustó al público británico y se convirtió en otro éxito en ventas y en la lista de popularidad, al situarse en el puesto 3 en el ranking de sencillos  y al conseguir el certificado de oro de la BPI, que equivale a más de cuatrocientas mil copias vendidas en Reino Unido. Asimismo, tuvo una buena acogida en varios países europeos y oceánicos; particularmente en Australia, país en el que se convirtió en su segunda canción de éxito, al entrar en el puesto 11 en la lista de sencillos y al conseguir la certificación de platino de la ARIA, del mismo modo que «Easy Love».
A comienzos de 2016, Sigala estrenó su tercer sencillo «Say You Do», que produjo junto a DJ Fresh y para el que Imani prestó su voz, se situó en la número 5 en el listado de popularidad musical británica y pasó a ser la tercera canción de éxito del artista entre las diez principales posiciones, y tuvo cierto éxito comercial, tras recibir la certificación de plata de la BPI. Luego, entre junio y agosto, publicó «Give Me Your Love», en colaboración con John Newman y Nile Rodgers, y «Ain't Giving Up» junto a Craig David e ingresaron en la posición 9 y la 23 en la lista de sencillos británica respectivamente.

## Influencias
Sigala considera a Nile Rodgers y Freddie Mercury como sus «héroes musicales». Cuenta que creció escuchando música de Mercury, gracias a sus padres quienes eran unos aficionados a sus obras musicales.